# I-4 (航空機)
I-4
- 用途：戦闘機
- 設計者：パーヴェル・スホーイ
- 製造者：ツポレフ設計局
- 運用者： ソビエト連邦（ソ連空軍）
- 初飛行：1927年
- 生産数：369機
- 退役：1933年

ツポレフ I-4はソビエト連邦の複葉単座戦闘機である。1927年、ツポレフ設計局においてパーヴェル・スホーイが初の設計を行った機体と考えられている。I-4はソビエト連邦で運用された初の全金属製戦闘機であった。

## 設計と開発
ANT-5と名付けられた最初の試作機の初飛行の後、I-4は抵抗の小さな新型のエンジンカウルに変更され、尾翼面積を増加し、上翼にロケットランチャーを追加する改設計を受けた。
下翼は主に翼間支柱のための付属物であり、次の生産型であるI-4Zでは下翼は大幅に短縮され、更にI-4bisでは下翼はすべて取り除かれ、複葉機からパラソル翼の単葉機に変更された。

## 運用史
I-4は合計で369機が生産された。1928年から1933年の間に運用され、I-5の登場に伴い退役した。またI-4はヴラヂーミル・ヴァフミストローフの主導したズヴェノー・プロジェクトにおいて、TB-1爆撃機に装着されるパラサイト・ファイターとして試験的に使用された。この際使用されたI-4は下翼を持たないタイプであった。

## 派生型
- ANT-5 : 試作機
- I-4 : 戦闘機型
- I-4Z : 下翼幅を短縮した戦闘機型
- I-4bis : 下翼を完全に取り除いた戦闘機型
- I-4P : 水上機型

## 運用者
ソビエト連邦
- ソ連空軍

## 要目 (I-4)
- 乗員：1名
- 全長：7.27 m[1]
- 全幅：11.42 m[1]
- 全高：2.82 m
- 翼面積：23.8 m2
- 空虚重量：978 kg
- 全備重量：1,430 kg

- エンジン：M-22 星型エンジン, 343 kW (460 hp)
- 最大速度：257 km/h[1]
- 航続距離：840 km
- 実用上限高度：7,655 m
- 上昇率：555 m/min

- 武装
  - 2 × 7.62mm 機関銃[1]